# 藤村知子
藤村 知子（ふじむら ともこ、1958年8月 - ）は、日本の言語学者。専門は日本語教育学。東京外国語大学名誉教授。

## 略歴
東京都世田谷区生まれ。1981年3月、東京女子大学文理学部卒業。総合商社勤務を経て、1989年3月、筑波大学大学院地域研究研究科修士課程修了。1989年4月、文教大学言語文化研究所日本語研修課程非常勤講師。1990年4月、東京外国語大学留学生教材開発センター講師、1994年4月、東京外国語大学留学生日本語教育センター講師（改組に伴う配置換え）、1996年4月、同助教授、2011年4月、同教授。2015年4月、東京外国語大学国際日本学研究院教授（改組に伴う配置換え）。2022年、東京外国語大学を定年退職、名誉教授。

## 研究業績
- 「要約作文における格成分の補いと原文の文章構造」『電子情報通信学会技術報告』vol.104　No.170　TL2004-1（2004年）
- 『日本語表現活用辞典』分担執筆144語、研究社（2004年）